# Hibiscus zygomorphus
Hibiscus zygomorphus là một loài thực vật có hoa trong họ Cẩm quỳ. Loài này được Fryxell & S. Koch mô tả khoa học đầu tiên năm 1987.